# Pärsti
Pärsti (německy Perst či Neu-Perst) je vesnice v estonském kraji Viljandimaa, samosprávně patřící do obce Viljandi.

## Dějiny
Na území dnešní vesnice nebyly dosud nalezeny stopy prehistorického osídlení. Doloženo je, že nejpozději v polovině 16. století stál v Pärsti rytířský statek. Vesnice pravděpodobně vznikla až druhotně z poddanského osídlení kolem statku.
Výrazným rozvojem prošel panský statek i vesnice v 19. století. Roku 1836 byla ve vesnici založena škola, kterou navštěvovaly děti rolníků z celého panství Pärsti. Zákonem o obcích z roku 1866 pak v panství vznikla místní občanská samospráva, jejímž centrem se přirozeně stalo Pärsti. V posledních desetiletích 19. století došlo též k postupné přestavbě celého zámeckého komplexu, v jejímž rámci vznikla i současná hlavní budova.
Po vzniku Estonské republiky a pozemkové reformě se škola přestěhovala do budovy zámku. Rostoucí vesnice zůstala centrem stejnojmenné obce až do správní reformy roku 1939, kdy bylo několik okolních obcí sloučeno do obce Viljandi. Pärsti však zůstávalo lokálním centrem a po nastolení sovětské moci a s ní spojené administrativní reorganizace se stalo sídlem vesnického sovětu (Pärsti külanõukogu). Po obnovení obecních samospráv v roce 1991 se však administrativním centrem nové obce Pärsti stala vesnice Jämejala.
Základní škola pracovala nejprve do roku 1976, kdy byla zrušena. Roku 1983 však byla otevřena znovu, a v roce 1985 k ní přibyla mateřská škola. Roku 2008 pak byly třídy základní školy zrušeny, takže ve vesnici zůstala jen mateřská škola.

## Současnost
Ve vesnici funguje obecní mateřská škola (Pärsti Lasteaed) a vesnická knihovna. Obě instituce nyní sídlí v hlavní zámecké budově. Mateřská škola je jednou z pěti mateřských škol v obci a ve školním roce 2012/2013 ji navštěvovalo 17 dětí z Pärsti a z několika sousedních vesnic. Knihovna obhospodařuje cca 15 000 svazků a je využívána především obyvateli Pärsti, Vanamõisy, Mustivere, Savikoti a Kookly.

## Pamětihodnosti
Hlavní vesnickou pamětihodností je z větší části zachovalý zámecký komplex, jehož nynější podoba vychází z přestaveb a rozšíření provedených ve 2. polovině 19. století. Ve vesnici se nachází celkem třicet staveb nebo zbytků staveb patřících k bývalému zámku. Osm z nich je zařazeno mezi kulturní památky:
Hlavní budova zámkuBudova vznikla roku 1872 na místě starší zámecké budovy. Je to vzácný příklad celodřevěné vícepatrové panské budovy, postavené v romanticky historizujícím slohu. Po zrušení panského sídla sloužila budova jako sídlo vesnické školy, dnes v ní působí mateřská škola a knihovna.
Zámecký parkPark byl založen jako barokní zahrada na konci 18. století. Ta byla ve 2. polovině 19. století rozšířena a přebudována do podoby anglického parku, který se rozkládá na ploše 15,6 ha východně od hlavní budovy zámku. Mezi roky 1922 a 1955 bylo na popud Gustava Tarreho, ředitele v zámku sídlící školy, v jižní části parku postupně vybudováno arboretum, z něhož se zachovaly některé vzácnější druhy dřevin.
Ubytovna dělníkůZámecká ubytovna dělníků (moonakatemaja) je podlouhlá jednopodlažní cihlová budova se sedlovou střechou, postavená v poslední čtvrtině 19. století.
SušárnaKombinovaná sýpka a sušárna (ait-kuivati) je masivní kamenná budova postavená ve 3. čtvrtině 19. století a v poslední čtvrtině 19. století opatřená ještě nástavbou.
Vodní mlýnZámecký vodní mlýn (vesiveski) je kamenná budova postavená roku 1883. Nároží a ostění oken a dveří jsou ornamentálně vyzděny cihlami, zdi jsou zdobeny ornamenty z kamínků vsazených do omítky.
LedárnaZámecká ledárna (jääkelder) je kruhová kamenná stavba částečně zapuštěná do země, postavená koncem 19. století. Je v havarijním stavu — střecha z velké části chybí a povětrnost postupně narušuje zdivo, takže některé části se již zřítily.
ChlévZámecký chlév (laut) je podlouhlá kamenná budova se sedlovou střechou, postavená koncem 19. století.
Větrný mlýnZámecký větrný mlýn (tuuleveski) je typická třípatrová kamenná budova. Je v havarijním stavu — budově chybí střecha a povětrnost postupně narušuje zdivo i vnitřní konstrukce.
Z přírodních pamětihodností nacházejících se v katastru vesnice je nejvýznamnější zmíněný zámecký park. Jeho nejcennější část o rozloze 2,8 ha má status chráněného území „Pärstský park“ (Pärsti park), připravuje se však vyhlášení chráněného území „Pärstský zámecký park“ (Pärsti mõisa park), které by mělo zahrnout celou rozlohu parku. Na mýtině parku před hlavní zámeckou budovou se do roku 1996 nacházel chráněný „Pärstský jasan“ (Pärsti saar) o výšce 24 m a obvodu kmene 5,7 m, tehdy největší jasan v Estonsku.
Zámeckým parkem prochází potok Valuoja, na němž se postupně nacházejí tři výrazné a ekologicky významné vodní plochy — Pärstské přehradní jezero (Pärsi paisjärv), Pärstské jezero (Pärsti järv) a Kuunské jezero (Kuuni järv, již mimo území parku). Jejich okolí je domovem několika chráněných druhů, mj. skokana krátkonohého, čolka obecného, netopýra vodního a netopýra severního.

## Galerie

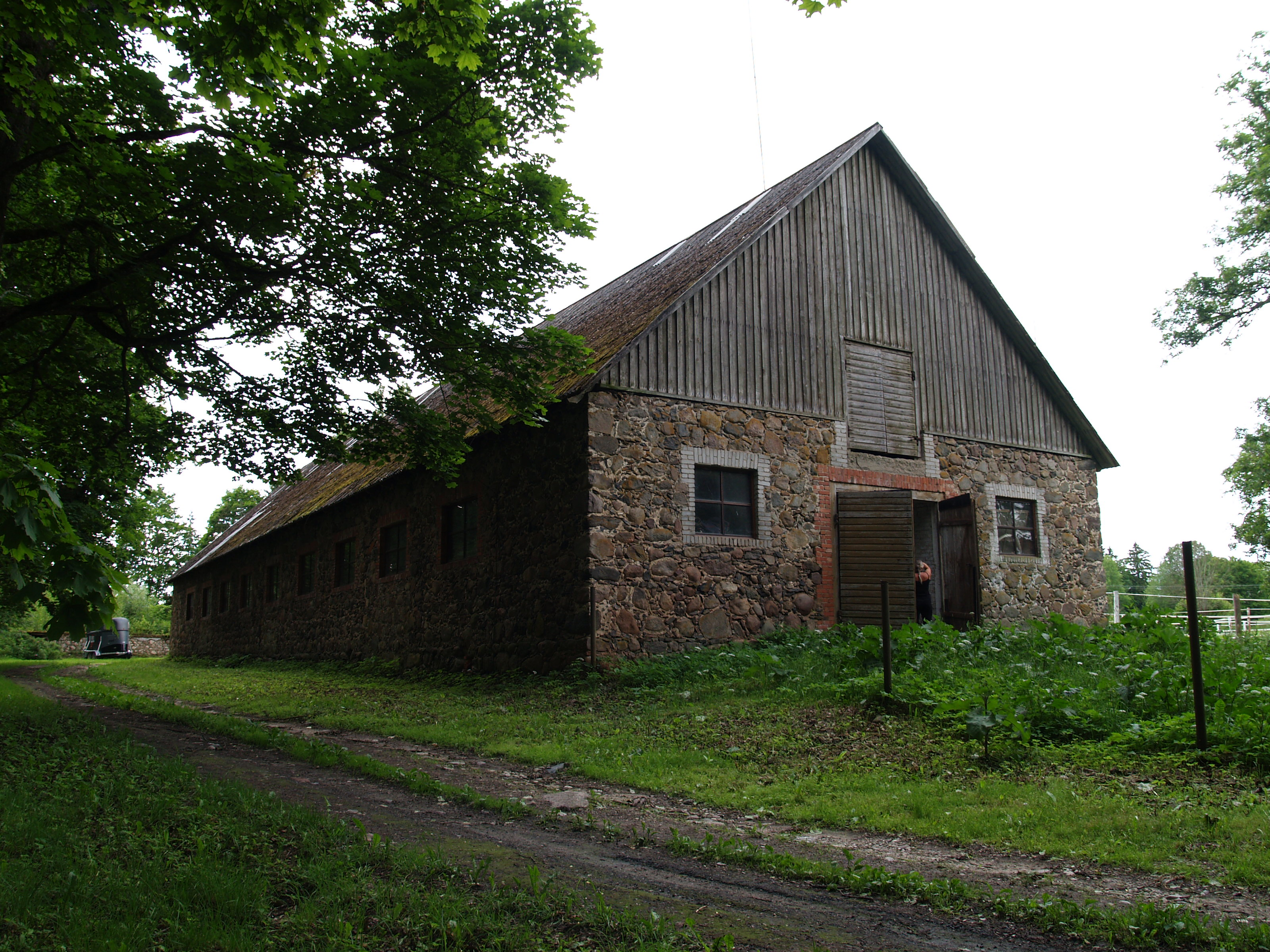
Zámecký chlév
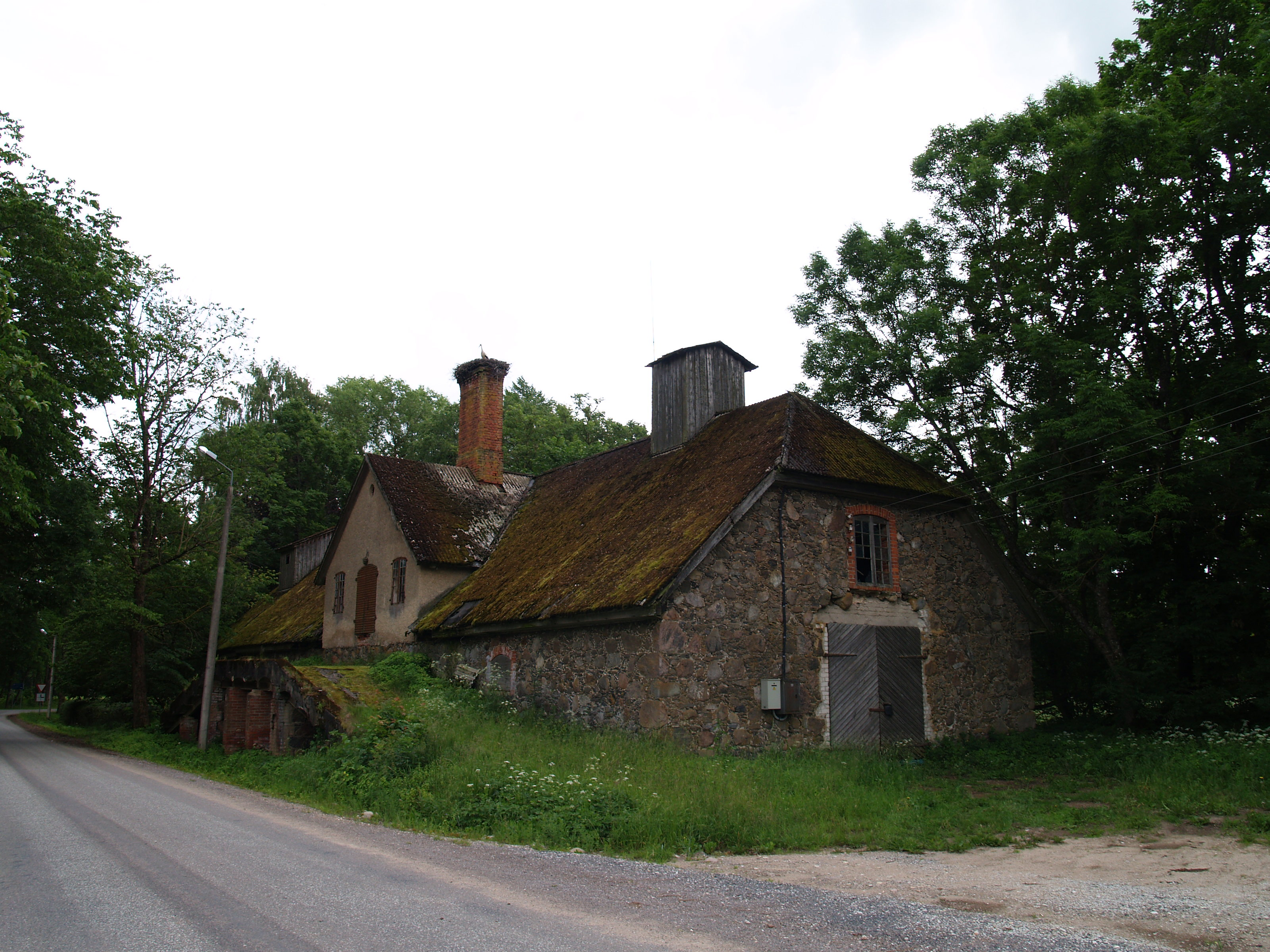
Zámecká sušárna
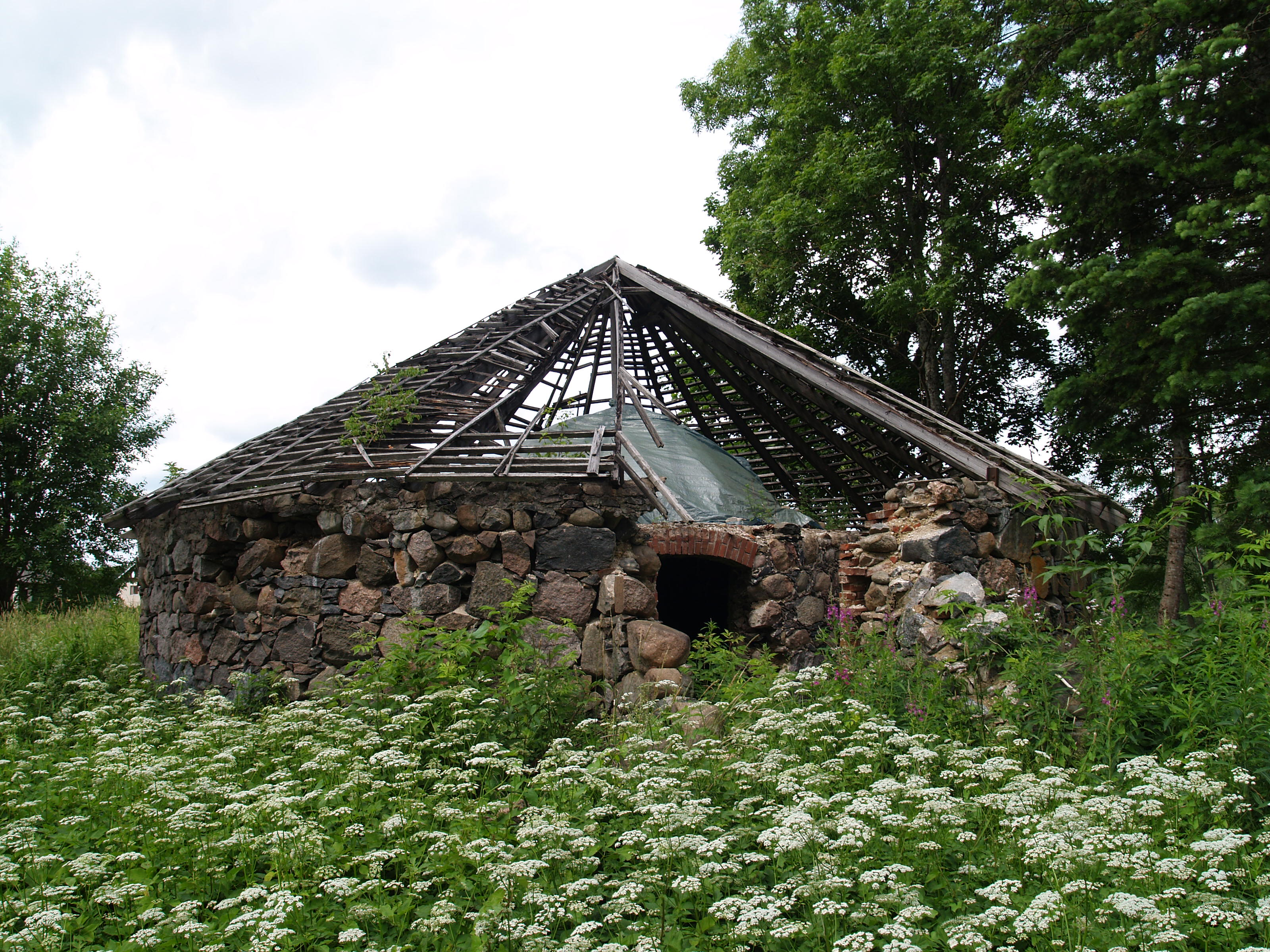
Zřícenina zámecké ledárny
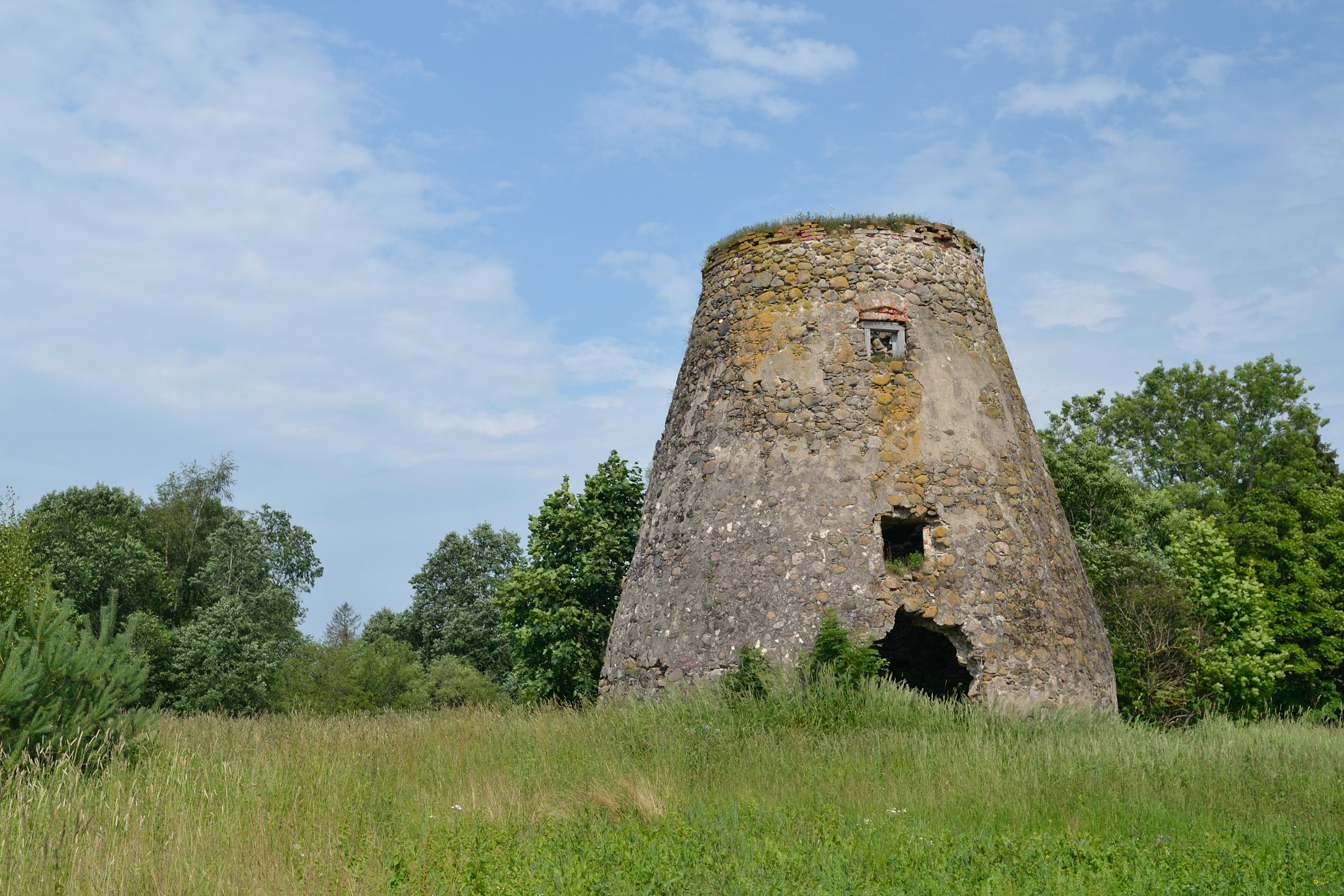
Zřícenina zámeckého větrného mlýna
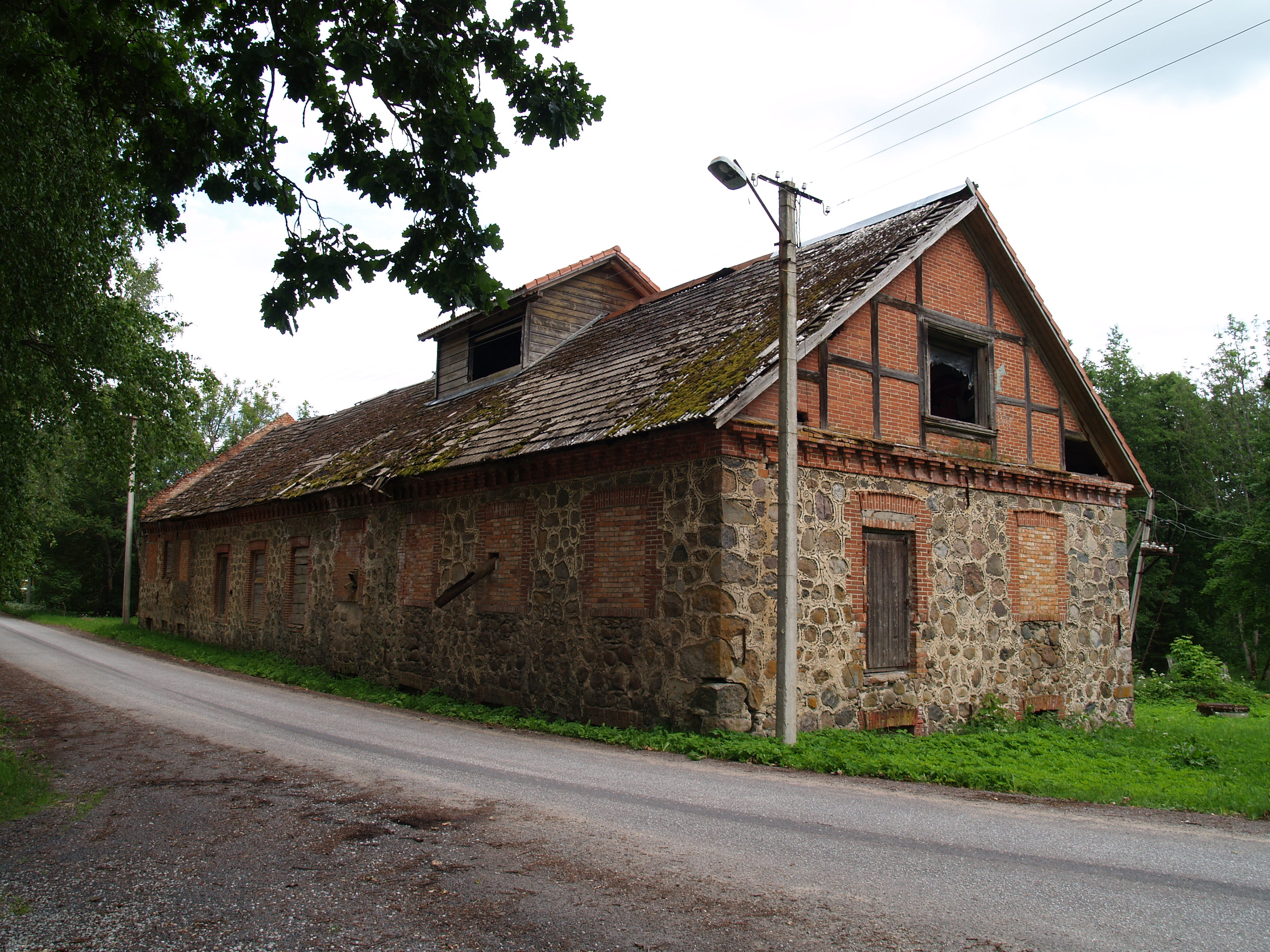
Zachovalá budova zámeckého vodního mlýna
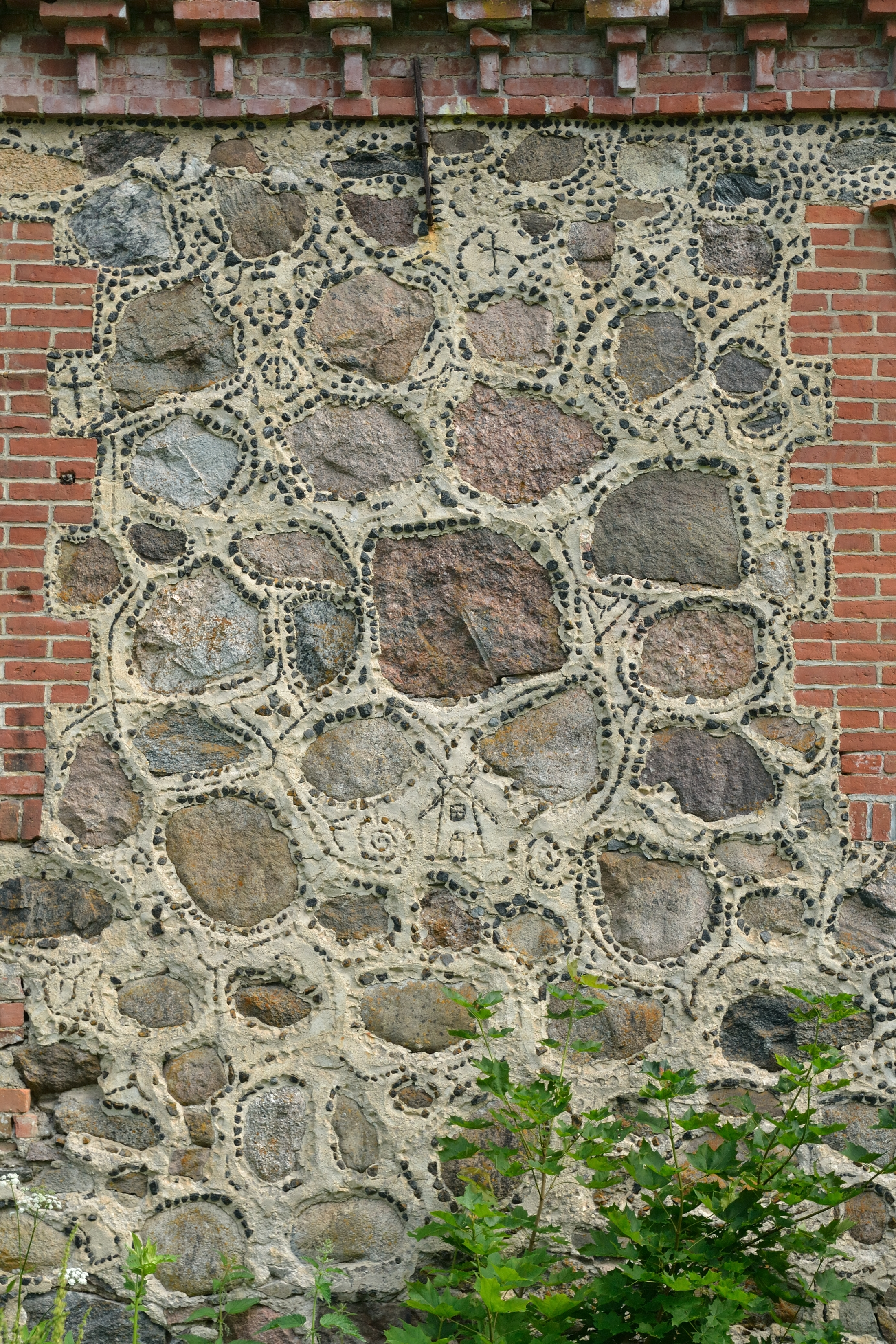
Zdivo zámeckého vodního mlýna
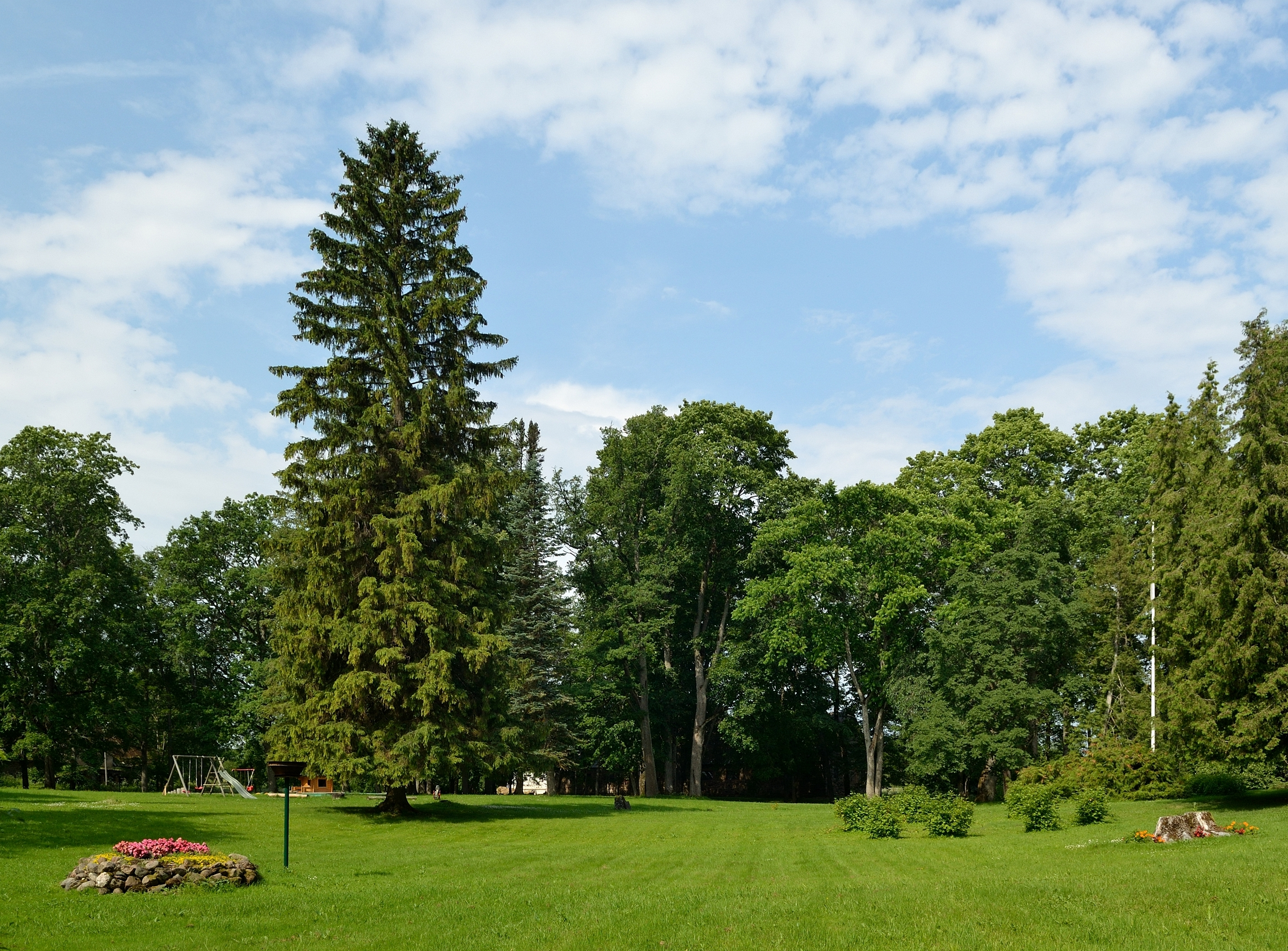
Zámecký park
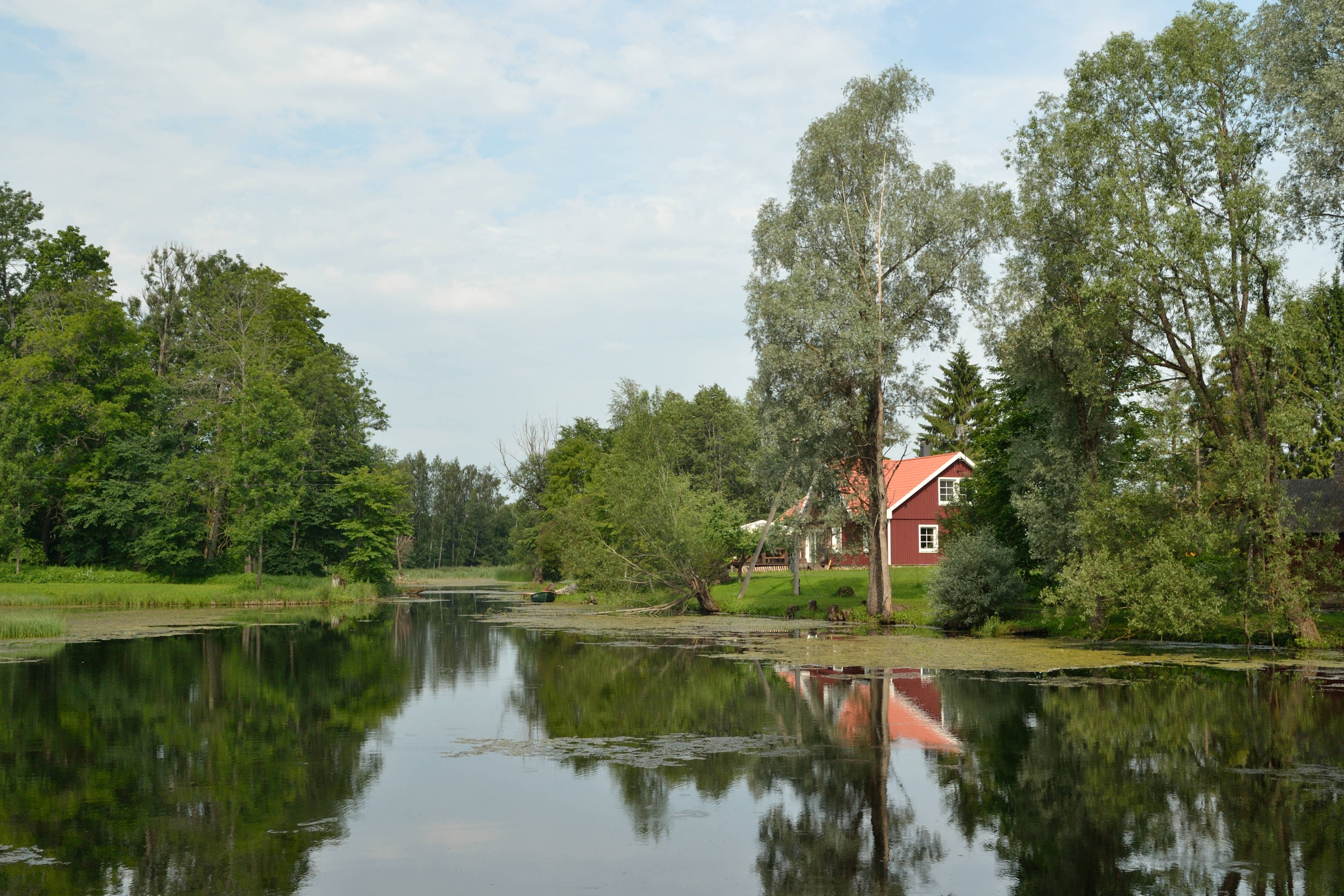
Pärstské přehradní jezero